# Georg von Fewson
Georg von Fewson (* 26. Dezember 1863 in St. Petersburg; † 15. Februar 1931 in Berlin-Schmargendorf) war ein deutscher Kommunalpolitiker. Er war von 1896 bis 1903 als Oberbürgermeister von Apolda und Eisenach in Thüringen tätig.

## Leben
Georg von Fewson war der Sohn des Kaiserlich-Russischen Staatsrates Henry Charles von Fewson und der russischen Adligen Sophie Trubetzkoi. Während seines Studiums wurde er 1883/84 Mitglied der Akademischen Liedertafel Berlin im Sondershäuser Verband. Von 1896 bis 1900 war von Fewson Oberbürgermeister von Apolda. Am 15. November 1900 trat er das Amt des Bürgermeisters in Eisenach an. Nachdem Unregelmäßigkeiten in seiner Amtsführung bekannt wurden, die ein Gerichtsverfahren nach sich zogen, wurde von Fewson am 25. September 1903 seines Amtes enthoben.
Von Fewson war ab 1892 mit Frieda Amalie Langheinrich verheiratet. Nach seiner Zeit als Kommunalpolitiker in Thüringen lebte er in Berlin-Schmargendorf; über seinen weiteren Lebensweg ist nichts bekannt.